# 恩斯特·奧克維爾克
恩斯特·奧克維爾克（Ernst Ocwirk，1926年3月7日－1980年1月23日）是一位奧地利足球運動員和教練。作為一名前中場球員，他被認為是有史以來最偉大的奧地利男子足球運動員之一。
他在奧地利和意大利度過了大部分的球員和教練生涯，曾為奧地利維也納和意甲俱樂部桑普多利亞擔任球員和教練。他還成為奧地利國家隊的一員，並以隊長身份帶領球隊在1954年世界盃上獲得第三名。
英國人因其中場的穩定性而給他取了「鐘錶」的外號，這個外號也與他的姓氏有關，他常被認為是最後一位老式進攻型中後衛；他以優雅和技術性的踢球風格、頭球能力、出色的時機把握（無論是進攻還是防守任務）以及傳球範圍而聞名，尤其是他的長傳能力。球迷們因他謙虛和公平的性格而喜愛他。當時的國際媒體將奧克維爾克視為「世界上最好的中後衛」。他被認為是有史以來最偉大的中場球員之一。

## 俱樂部生涯

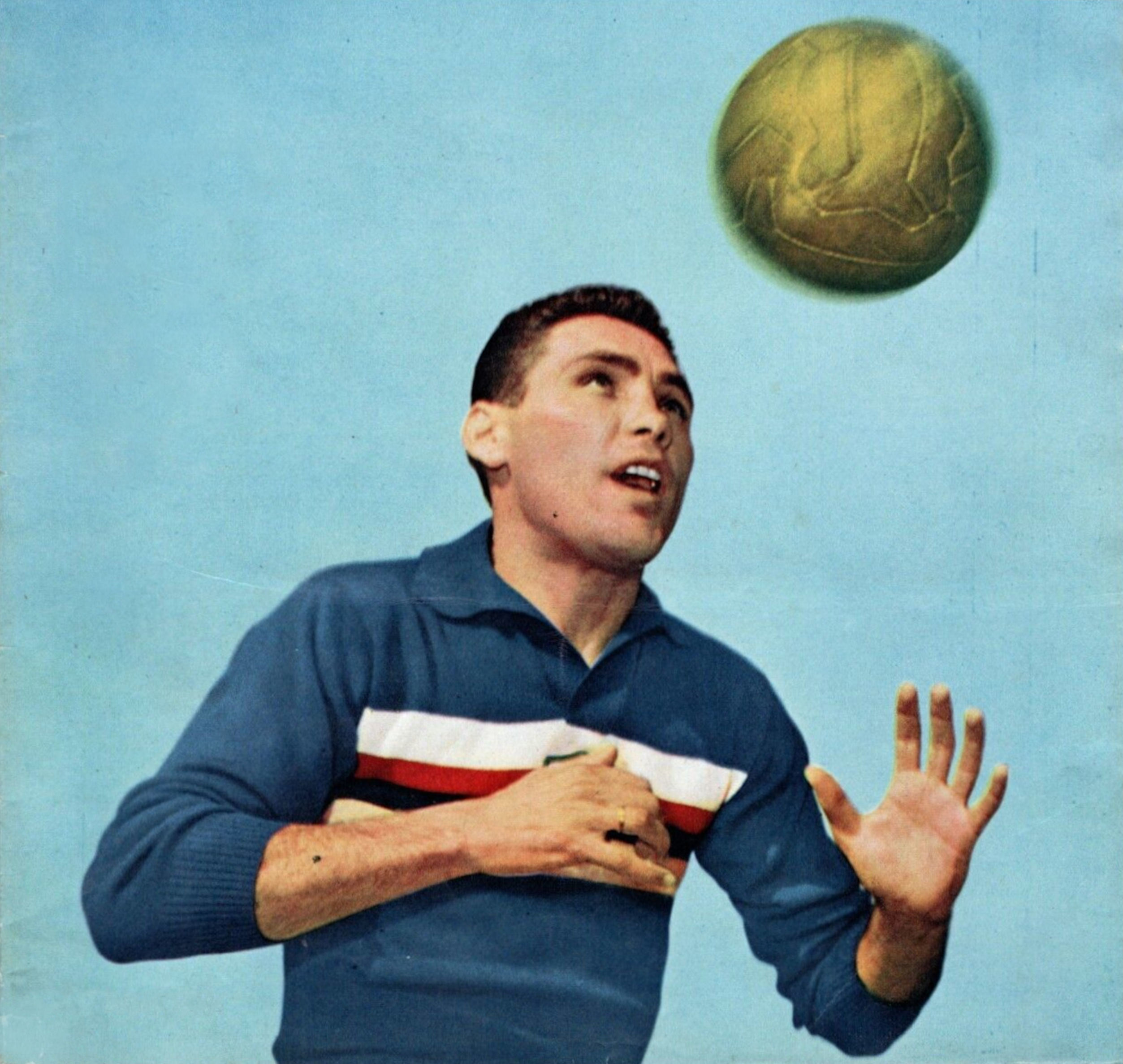
1956年奧克維爾克在桑普多利亞比賽中

奧克維爾克出生於維也納，他的職業生涯始於前鋒位置。他於1938年加入了當地的第一個俱樂部FC Stadlau。隨後他效力於弗洛里茨多夫AC，在那裡被前奧地利國家隊球員約瑟夫·斯米斯蒂克發現，斯米斯蒂克將奧克維爾克轉型為中場。斯米斯蒂克試圖將他帶到自己曾效力的球隊維也納迅速，但最終是對手奧地利維也納贏得了他的簽約，並於1947年簽下他。
在奧地利維也納的十年間，奧克維爾克成為俱樂部最傑出的球員之一，幫助他們贏得了五次奧地利聯賽冠軍和三次國內盃賽。
在阿爾貝托·拉瓦諾的引薦下，奧克維爾克來到桑普多利亞，成為繼恩格爾伯特·柯尼希（Engelbert König）在1940年代之後第二位在意甲踢球的奧地利足球運動員。他也是1980年赫伯特·普羅哈斯卡為國際米蘭效力之前的最後一位在意甲踢球的奧地利人。奧克維爾克在熱那亞俱樂部效力了五個賽季，並成為隊長。1961年，他回到奧地利維也納，完成了職業生涯的最後一個賽季，並在1961-62賽季贏得了「雙冠王」。
奧克維爾克在2001年入選奧地利世紀最佳陣容。

## 國際生涯
奧克維爾克為國家隊出場62次，打進6球。 他於1945年首次代表國家隊出場，隨後參加了1948年倫敦奧運會。
到1953年，防守型中後衛逐漸流行，因此奧克維爾克被選為世界明星隊的邊前衛，與英格蘭隊進行了一場4-4平局的比賽，以慶祝英格蘭足球總會成立90週年。他的國際成就為他贏得了兩次被選為「國際足總世界隊」隊長的榮譽。
在1954年世界盃上，奧克維爾克以隊長身份帶領奧地利隊出戰，並參加了球隊全部五場比賽，幫助奧地利取得了世界盃歷史上最好的成績——第三名。這位中後衛在比賽中打進了兩球：一球是在難忘的四分之一決賽中對陣東道主瑞士時，在落後3-0的情況下為奧地利扳回一球；另一球是在第三名爭奪戰中以3-1戰勝衛冕冠軍烏拉圭的比賽中。

## 教練生涯
退役後，奧克維爾克立即成為一名教練，桑普多利亞是他執教的第一支球隊，從1962年到1965年。他還曾執教德國球隊科隆一年，帶領他們進入德國盃決賽。

## 去世與遺產

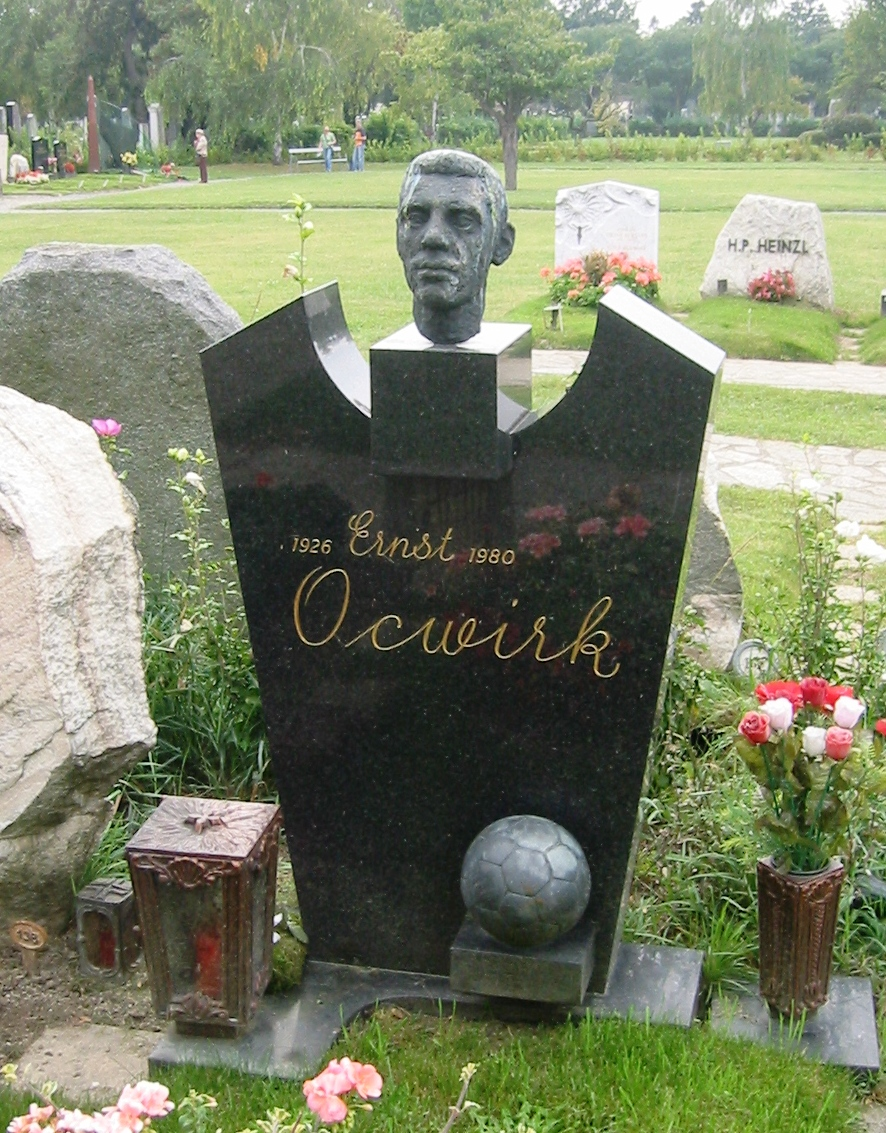
奧克維爾克在維也納中央公墓的墓地

1980年1月，53歲的他在下奧地利小珀希拉恩因多發性硬化症去世。他的去世日期與41年前馬蒂亞斯·辛德拉爾（1934年世界盃擔任奧地利隊長）去世的日期相同。
1981年7月，為紀念恩斯特·奧克維爾克，在恩斯特·哈佩尔球场舉行了一場友誼賽錦標賽。參賽隊伍包括奧地利維也納、維也納迅速、費倫茨瓦羅斯TC和拜仁慕尼黑。拜仁慕尼黑贏得了該錦標賽。

## 榮譽
奧地利維也納
- 奧地利足球超級聯賽: 1949, 1950, 1953, 1962, 1963
- 奧地利盃: 1948, 1949, 1962

奧地利國家隊
- 國際足總世界盃第三名: 1954

個人
- 國際足總世界盃最佳陣容: 1954
- 意甲年度最佳陣容: 1957[4]

## 外部連結
- FIFA
- 個人檔案 – FK Austria
- 球員檔案 – Austria Archive
- UEFA
- 恩斯特·奧克維爾克在 National-Football-Teams.com 上的出场纪录

| 獎項               | 獎項                      | 獎項                   |
| ------------------ | ------------------------- | ---------------------- |
| 前任： 瓦爾特·澤曼 | 奧地利年度最佳運動員 1951 | 繼任： 奧特馬爾·施奈德 |